# Nicolae Istrate
Nicolae Istrate (n. 24 octombrie 1982, Câmpulung, Argeș, România) este un bober român, care a concurat în cadrul competițiilor de bob începând din anul 2000.
El a făcut parte din echipa României ca pilot de bob la Jocurile Olimpice de iarnă din 2006 și 2010. La Jocurile Olimpice de la Torino (2006) a obținut locul 22 în proba de bob - 4 și locul 24 la bob - 2.
La Campionatele Mondiale, cea mai bună clasare a lui Nicolae Istrate a fost locul 11 la bob - 2 la competiția de la St. Moritz (2007).